# BBM
 For alternative betydninger, se BBM (flertydig). (Se også artikler, som begynder med BBM)
BBM ("Bruce-Baker-Moore") var et rockband, som blev dannet af bassisten og vokalisten Jack Bruce, tromeslageren Ginger Baker og guitaristen Gary Moore i 1993. De udgav blot et album med titlen Around The Next Dream, som nåede niendeplasen på den engelske hitliste UK Albums Chart i sommeren 1994.
Bandet var på en kort turné i Storbritannien i 1994 for at promovere albummet, og var på plakaten ved flere rockfestivaler i Europa i 1994, bl.a. Midtfyns Festivalen i Danmark.
Musikalsk videreførte bandet stilen fra Cream, som både Bruce og Baker havde været medskabere af.

## Around The Next Dream
CD'en indeholder flg. numre, som alle er skrevet af Gary Moore/Ginger Baker/Jack Bruce, medmindre andet er angivet.
1. "Waiting In the Wings" (Moore/Bruce) – 3:42
2. "City Of Gold" (Moore/Bruce/Kip Hanrahan) – 3:57
3. "Where In The World" (Moore/Bruce) – 5:23
4. "Can't Fool The Blues" (Moore/Bruce/Hanrahan) – 5:15
5. "High Cost Of Loving" (Alan Jones/Sherwin Hamlett) – 5:14
6. "Glory Days" – 4:23
7. "Why Does Love (Have to Go Wrong)" – 8:47
8. "Naked Flame" (Moore) – 6:06
9. "I Wonder Why (Are You Mean to Me)" (Albert King) – 5:00
10. "Wrong Side of Town" (Moore) – 4:00